# Llista de medallistes olímpics de lacrosse
Aquesta és una llista dels medallistes olímpics de lacrosse:

## Medallistes
| Edició         | Or | Argent | Bronze |
| 1904 St. Louis | CanadàGeorge Cloutier · Jack Flett · Stuart Laidlaw · George Cattanach · George Bretz · Sandy Cowan · Benjamin Jamieson · Élie Blanchard · William Burns · Lawrence Pentland · Hilliard Lyle · William Brennaugh                                 | Estats UnitsJ. W. Dowling · W. R. Gibson · Patrick Grogan · Tom Hunter · Albert Lehman · W. A. Murphy · William Partridge · George Passmore · William Passmore · W. J. Ross · Jack Sullivan · Albert Venn · A. M. Woods                                                                                    | CanadàBlack Hawk · Black Eagle · Almighty Voice · Flat Iron · Spotted Tail · Half Moon · Lightfoot · Snake Eater · Red Jacket · Night Hawk · Man Afraid Soap · Rain in Face |
| 1908 Londres   | CanadàPatrick Brennan · Tommy Gorman · John Broderick · Ernest Hamilton · Henry Hoobin · Alexander Turnbull · Clarence McKerrow · George Rennie · Richard Duckett · Angus Dillon · George Campbell · Frank Dixon · D. McLeod · A. Mara · J. Fyon | Regne UnitCharles Scott · Hubert Ramsey · Gerald Mason · Eric Dutton · Johnson Parker-Smith · Wilfrid Johnson · Norman Whitley · George Buckland · S. N. Hayes · Gustav Alexander · Reginald Martin · Edward Jones · G. J. Mason · F. S. Johnson · V. G. Gilbey · H. Shorrocks · J. Alexander · L. Blockey | No es concedí |